# Commiphora allophylla
Commiphora allophylla là một loài thực vật có hoa trong họ Burseraceae. Loài này được Sprague mô tả khoa học đầu tiên năm 1927.